# Créatine
 (août 2016).
Ne doit pas être confondu avec créatinine.
La créatine, [NH2-C(NH)-NCH2(COOH)-CH3, est un dérivé d’acide aminé naturel, présent principalement dans les fibres musculaires et le cerveau. Elle joue un rôle dans l’apport d’énergie aux cellules musculaires et dans la contraction musculaire. Elle a été découverte en 1832 par le chimiste français Eugène Chevreul. Le mot vient du grec κρέας (kreas) : chair. 

## Biosynthèse

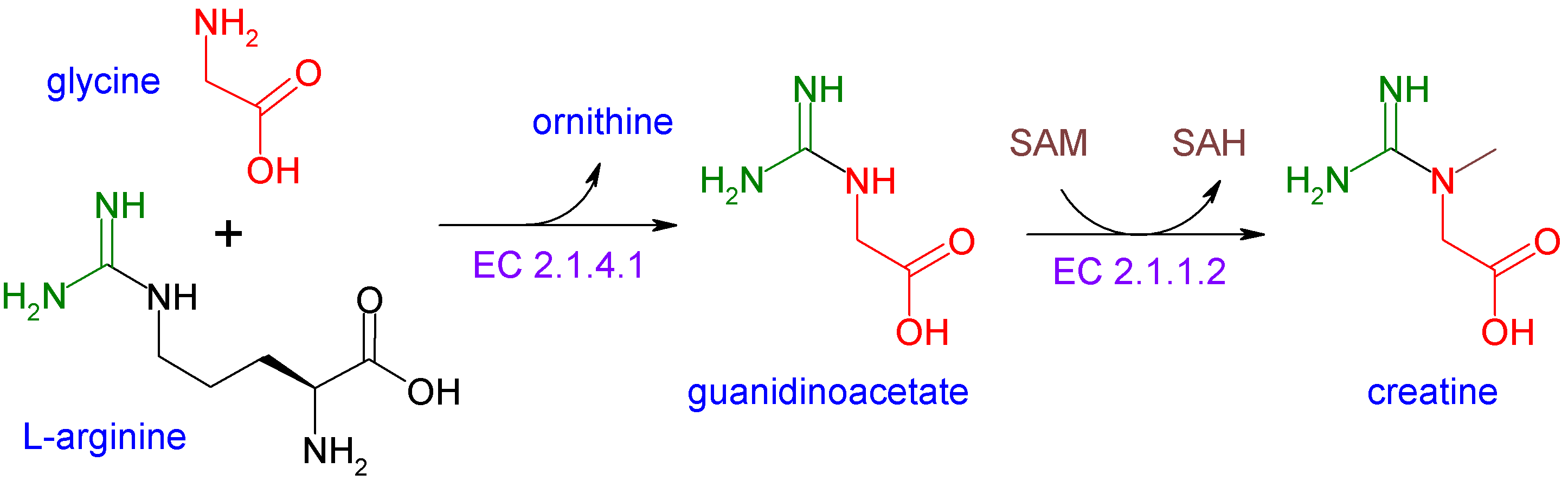
Synthèse de la créatine.

La créatine est naturellement produite ou synthétisée dans le corps humain à partir de certains acides aminés (glycine, arginine et méthionine) dans le foie, le pancréas et les reins.
Chez les omnivores, la synthèse endogène représente la moitié de l'apport en créatine ; l'autre moitié provient de la nourriture, principalement de la viande et du poisson (500 g de steak de bœuf renferment 2,5 g de créatine).
En revanche, chez les végétariens, la synthèse endogène est responsable de la production totale de créatine. Une étude sur 18 végétariens et 24 omnivores concernant l'effet de la créatine chez les végétariens a montré que la quantité totale de créatine était inférieure par rapport aux omnivores, ce qui fait que les végétariens ont une réponse à la supplémentation plus importante que les omnivores,.
La créatine est ensuite transportée par le sang jusqu'aux muscles. Approximativement 95 % de la créatine contenue dans le corps humain est stockée dans les muscles du squelette, le reste dans le cerveau, le cœur et les testicules.
Dans les muscles, une fraction de la créatine totale se lie au phosphate. La réaction est catalysée par la créatine kinase, et résulte en phosphocréatine (PCr). La phosphocréatine se lie à l’ADP pour le reconvertir en ATP, une importante source d’énergie cellulaire.

## Supplémentation
Disponible en tant que complément alimentaire en pharmacie et dans certains magasins spécialisés pour le sport, la créatine existe sous différentes formes : en gélules, micro-granules et en poudre. Elle est également présente dans certains mélanges de compléments alimentaires.
Il existe plusieurs formes de suppléments de créatine : la créatine monohydrate, la créatine anhydre, la tri-créatine orotate, le chlorhydrate éthyl-ester de créatine, la créatine citrate, le gluconate de créatine, la créatine malate, la créatine magnésium, la créatine phosphate. Il n'existe aucune preuve de la supériorité d'une de ces formes. La créatine monohydrate étant la moins chère, c'est la forme que l'on retrouve le plus fréquemment en boutique.
Ce complément est très recherché par les adeptes de musculation. Il est recommandé pour optimiser naturellement le potentiel énergique cellulaire, en accélérant la resynthèse de l'ATP (adénosine triphosphate) pour fournir une source d'énergie immédiatement disponible, lors d'efforts explosifs et des petites séries de forte intensité. La créatine améliore la performance des muscles en effort anaérobie, mais demeure cependant efficace pour des efforts d'endurance. La prise de créatine augmente le niveau de phosphocréatine dans les muscles jusqu’à 20 %, rendant ceux-ci plus efficaces en effort intense et rapide.
La créatine ne fait pas partie de la liste des produits dopants selon le code mondial antidopage. Son apport doit être bien dosé, pour ne pas fatiguer excessivement les reins.
Les revendeurs de créatine tendent à soutenir que la créatine augmente la masse musculaire, alors qu'il s’agit plus d’une augmentation de la masse d’eau temporaire dans le muscle transportée par les molécules de créatine. Néanmoins, le travail musculaire, dès lors plus intense, favorise l'hypertrophie musculaire.
Bien qu’il y ait des preuves que la supplémentation en créatine augmente la rétention d’eau, principalement attribuable à l’augmentation du volume intracellulaire, à court terme, plusieurs études suggèrent qu’elle ne modifie pas l’eau corporelle totale (intra ou extracellulaire) par rapport à la masse musculaire sur des périodes plus longues. En conséquence, la supplémentation en créatine peut ne pas conduire à la rétention d’eau. En outre, les recherches expérimentales et cliniques ne montrent pas de lien avec une possible déshydratation. Elle augmente le taux sanguin de la créatinine qui n'est plus alors corrélée avec la fonction rénale du patient. Mélangée à certains médicaments, la combinaison peut être dangereuse pour les reins.
Selon une revue systématique et une méta-analyse, la supplémentation en créatine pourrait augmenter la puissance moyenne lors des tests de sprint répétés du fait du renforcement de muscles servant dans cette discipline.

## Autres utilisations
La créatine est parfois utilisée comme produit de coupe par les trafiquants de cocaïne.